# Jean Millington
Pour les articles homonymes, voir Millington.
Jean Millington est une musicienne de rock philippo-américaine née en 1949 à Manille. La formation qu'elle fonde avec sa sœur June, Fanny, est un des premiers groupes de rocks exclusivement féminin. Leur succès principal est le single Butter Boy.

## Biographie
Jean Yolanda Millington naît à Manille le 25 mai 1949 d'une mère philippine et d'un père officier dans la Navy. La famille déménage à Sacramento quand Jean a 12 ans, et en 1964 elle crée avec sa sœur June un premier groupe de rock, The Svelts. En évoluant dans sa composition, la formation prend en 1968 le nom de Wild Honey.
En 1970, elle fonde le groupe Fanny, dont elle est la bassiste. Sa sœur June tient la guitare rythmique, Alice de Buhr est à la batterie et Nickey Barclay aux claviers. Fanny devient le premier groupe exclusivement féminin à signer un contrat avec un label majeur, une filiale de la Warner Bros. Entre 1970 et 1973, il publie quatre albums et voit quelques uns de leurs singles au Billboard Hot100. Jean est l'autrice du principal succès du groupe, la chanson Butter Boy, écrite en évocation de David Bowie. Fanny se sépare en 1975.  
Jean a une relation de quelques mois avec David Bowie, rencontré à l'occasion d'une tournée en Angleterre. Début 1975, elle est choriste pour l'enregistrement de Young Americans aux Sigma Sound Studios de Philadelphie. Elle y rencontre le guitariste Earl Slick, qu'elle épouse. Elle s'éloigne peu à peu de la carrière musicale, se consacrant principalement à l'éducation de ses enfants à Los Angeles, dans les années 1980 et 1990.   
Elle a pour fils le batteur Lee Madeloni.

## Discographie

### Fanny
- Fanny (1970)[6]
- Charity Ball (1971)
- Fanny Hill (1972)
- Mother's Pride (1973)
- Rock and Roll Survivors (1974)
- Fanny Live (1972)
- First Time in a Long Time: The Reprise Recordings (2002)
- Fanny Walked the Earth (2018)
- Fanny: Live on Beat-Club '71-'72 (2024)
- Fanny: The Reprise Years 1970-1973 (2024)

### Millington
- Ladies on the Stage (1977)

### June & Jean Millington
- Ticket to Wonderful (1993)
- Play Like a Girl (2011)

### Slammin' Babes
- Melting Pot (2001)